# FIFA-wereldranglijst vrouwen
De FIFA-wereldranglijst vrouwen is sinds maart 2003 een ranglijst om uit te drukken welk nationaal vrouwenvoetbalteam zich onofficieel de sterkste van de wereld mag noemen. De ranglijst is samengesteld door middel van het combineren van alle gespeelde interlandwedstrijden, zowel kwalificatiewedstrijden, vriendschappelijke wedstrijden alsook wedstrijden op internationale toernooien.

## Top 20 van de ranglijst per 13 december 2024
| Pos                            | +/-     | Land             | Punten  |
| ------------------------------ | ------- | ---------------- | ------- |
| 1                              | Stabiel | Verenigde Staten | 2087,55 |
| 2                              | 1       | Spanje           | 2028,65 |
| 3                              | 1       | Duitsland        | 2012,29 |
| 4                              | 2       | Engeland         | 2004,52 |
| 5                              | Stabiel | Zweden           | 1991,27 |
| 6                              | Stabiel | Canada           | 1988,26 |
| 7                              | 1       | Brazilië         | 1977,39 |
| 8                              | 1       | Japan            | 1976,38 |
| 9                              | Stabiel | Noord-Korea      | 1944,23 |
| 10                             | 1       | Nederland        | 1929,09 |
| 11                             | 1       | Frankrijk        | 1917,58 |
| 12                             | Stabiel | Denemarken       | 1896,54 |
| 13                             | 1       | Italië           | 1872,45 |
| 14                             | 1       | IJsland          | 1870,86 |
| 15                             | Stabiel | Australië        | 1856,70 |
| 16                             | Stabiel | Noorwegen        | 1851,50 |
| 17                             | 1       | China            | 1803,92 |
| 18                             | 1       | Oostenrijk       | 1799,81 |
| 19                             | 1       | België           | 1790,73 |
| 20                             | 1       | Zuid-Korea       | 1787,37 |
| Complete ranglijst op fifa.com |         |                  |         |